# Zachowanie apetencyjne
Zachowanie apetencyjne (szukające, poszukiwawcze) – zachowanie osobnika polegające na poszukiwaniu pod wpływem apetencji określonej sytuacji bodźcowej umożliwiającej zaspokojenie popędu. Przebiega bez bodźca zewnętrznego. Do podjęcia działań apetencyjnych niezbędny jest odpowiedni stan osobnika określany jako nastrój. Zachowanie apetencyjne jest często określane w literaturze jako apetytywne, jednak w etologii i neurobiologii termin ten jest rezerwowany tylko dla odruchu.